# Economia natural
Economia natural - é um tipo de economia em que o dinheiro não é usado na transferência de recursos entre as pessoas. É um sistema de alocação de recursos por meio de uma permuta direta, direito por lei ou repartição de acordo com o costume tradicional. Nas formas mais complexas de economia natural, alguns bens podem atuar como referência para uma troca justa, mas geralmente a moeda desempenha apenas um pequeno papel na alocação de recursos. Como corolário, a maioria dos bens produzidos em um sistema de economia natural não são produzidos para fins de troca, mas para consumo direto dos produtores como acontece na agricultura de subsistência. Como tal, as economias naturais tendem a ser autocontidas, onde todos os bens consumidos são produzidos internamente.
O termo tem sido freqüentemente utilizado em oposição a outras formas de economia, principalmente ao capitalismo. Rosa Luxemburgo acreditava que a destruição da economia natural era uma condição necessária para o desenvolvimento do capitalismo. Karl Marx descreveu o Império Inca como uma economia natural porque era isolado e baseado em troca em vez de lucro.
Outros escritores usaram um sentido mais relativo de economia natural. O historiador econômico belga Henri Pirenne, observou que a Europa medieval foi freqüentemente descrita como uma economia natural, apesar da existência de dinheiro, uma vez que o dinheiro desempenhava um papel muito menos significativo do que em períodos anteriores ou posteriores.